# ポートオーチャード (ワシントン州)
ポートオーチャード（Port Orchard）は、アメリカ合衆国ワシントン州キットサップ郡の都市である。郡庁が立地する港町。人口は1万5587人（2020年）。

## 地理・気候
北緯47度31分54秒、西経122度38分18秒 (47.531563, -122.638405)に位置している。
アメリカ合衆国統計局によると、総面積12.7 km2 (4.9 mi2) である。このうち10.4 km2 (4.0 mi2) が陸地であり、2.3 km2 (0.9 mi2) (17.92%) が水地である。
- 山:
- 河川:
- その他:

## 人口

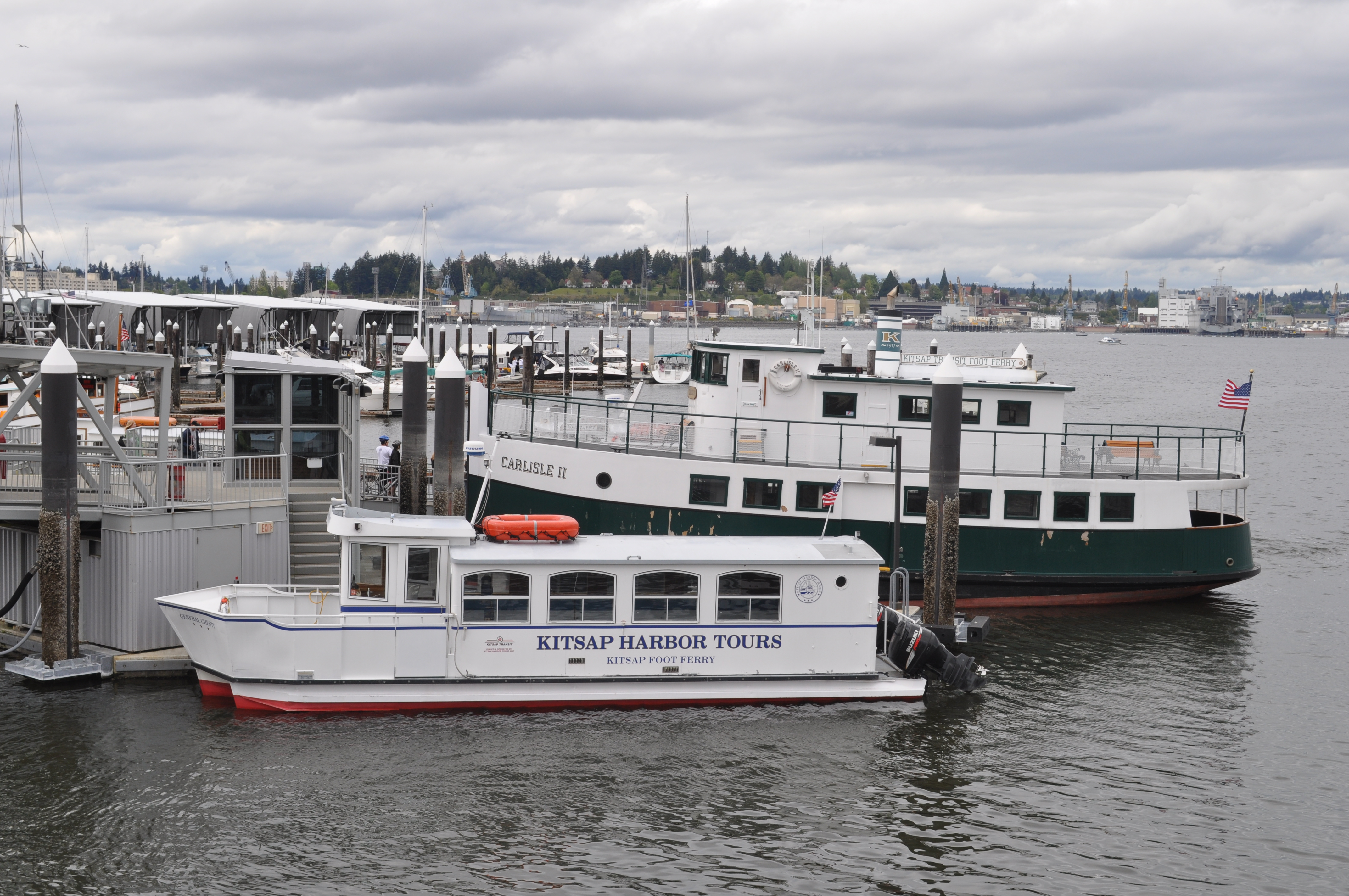

2000年国勢調査では、人口7,693人、2,901世帯、1,772家族が暮らしている。人口密度は738.9/km2 (1,912.1/mi2) である。305.2/km2 (789.9/mi2) の平均的な密度に3,178軒の住宅が建っている。この都市の人種的な構成は白人82.22%、アフリカン・アメリカン4.00%、ネイティブ・アメリカン1.49%、アジア3.69%、太平洋諸島系1.05%、その他の人種1.38%、混血6.16%である。この人口の5.13%はヒスパニックまたはラテン系である。
全世帯のうち、18歳未満の子供と同居している世帯が34.5%、夫婦のみの世帯が40.5%、未婚女性の世帯が16.0%であり、38.9%は家族を持たない。個人名義の世帯主が30.6%、そのうち65歳以上が11.0%である。世帯ごとの平均人数は2.40人、家族ごとの平均人数は2.99人である。
18歳未満の未成年が25.6%、18歳以上24歳以下が13.2%、25歳以上44歳以下が33.3%、45歳以上64歳以下が16.6%、65歳以上が11.3%、平均年齢は31歳である。女性100人に対して男性は105.8人である。18歳以上の女性100人に対して男性は105.1人である。
この都市の世帯ごとの平均的な収入は34,020 USドルであり、家族ごとの平均的な収入は41,946 USドルである。男性は33,610 USドルに対して女性は25,739 USドルの平均的な収入がある。この都市の一人当たりの収入 (per capita income) は16,382 USドルである。人口の10.9%及び家族の12.9%の収入は貧困線以下である。全人口のうち18歳未満の17.2%及び65歳以上の9.1%は貧困線以下の生活を送っている。